# Astragalus pachypus
Astragalus pachypus — вид квіткових рослин з родини бобових (Fabaceae). Ареал охоплює такі країни: США (Каліфорнія).

## Середовище
Це багаторічна трав'яниста рослина, яка росте в лісах піньон-ялівець, чапаралі та долинних луках. Висота проживання: 450–1500 метрів. Наразі немає відомих серйозних загроз для цього виду.

## Опис
Вид утворює зарості з міцними, жилистими стеблами висотою до 80 сантиметрів. Листя сягає приблизно 16 сантиметрів завдовжки та складається з багатьох вузьких листочків. Рослина цвіте суцвіттями з 4 до 28 квіток кремового кольору. Плід – біб завдовжки приблизно до 3 сантиметрів, який висихає до шкірястої, здебільшого безволосої текстури. Є два різновиди цього виду. Рідкісніший, var. jaegeri відомий здебільшого із західного округу Ріверсайд.